# MYH15
MYH15‏ (Myosin heavy chain 15) هوَ بروتين يُشَفر بواسطة جين MYH15 في الإنسان.